# Brancsikia freyi
Brancsikia freyi är en bönsyrseart som beskrevs av Brancsik 1893. Brancsikia freyi ingår i släktet Brancsikia och familjen Mantidae. Inga underarter finns listade i Catalogue of Life.